# Deccan Herald
Le Deccan Herald est un quotidien indien en anglais de l’État du Karnataka, fondé par l’homme d’affaires spécialisé dans les boissons alcoolisées K. N. Guruswamy (en) en 1948.